# Végsebesség (film)
A Végsebesség (eredeti cím: Terminal Velocity) egy 1994-es amerikai akciófilm, rendezője Deran Sarafian, forgatókönyvírója David Twohy, főszereplői Charlie Sheen, Nastassja Kinski, James Gandolfini és Christopher McDonald. A két ejtőernyőzés témájú akciófilm közül, amely 1994 negyedik negyedévében jelent meg, a Végsebesség volt az egyik (a másik a Paramount Pictures Halálugrás (Drop Zone) című filmje volt).

## Cselekmény
|  | Alább a cselekmény részletei következnek! |

Egy fiatal orosz nő csapdába esik a tucsoni lakásában. Azután támadják meg, hogy felhívja a kapcsolattartóját egy Boeing 747-es repülőgépről, aminek a sivatagban való landolását látta. A támadók vezetője, Kerr megkínozza, hogy információt szerezzen a lakótársáról, majd megfojtja egy akváriumban.
Richard "Ditch" Brodie, egy volt olimpiai tornász, aki most kaszkadőr ejtőernyős, részt vesz egy illegális BASE-ugrásban egy felhőkarcolóról, majd visszatérve a ejtőernyős oktató munkahelyére, egy gyönyörű, de ideges nő, Chris Morrow keresi fel, aki ragaszkodik hozzá, hogy azonnal hajtson végre egy statikus ugrást utazómagasságból. A repülés során Chris röviden észrevesz egy másik repülőgépet alattuk. Amikor Ditch megnézi, hogy a pilótája is észrevette-e, Chris egyedül kiugrik a gépből. Ditch látja, hogy Chris irányíthatatlanul zuhan, és nem tudja megmenteni, mielőtt a végsebességgel a földbe csapódik. Nyomozás indul az ügyben.
A bűntudattól és zavarodottságtól gyötört Ditch átkutatja Chris személyes tárgyait, és megtalálja a lakása kulcsát. Ott talál egy fényképet, amelyen Chris éppen egy ugrást hajt végre, ami ellentmond a korábbi állításának, miszerint tapasztalatlan. Ditch-t megtámadja Kerr, de sikerül elmenekülnie. A repülési iskolában Ditch-t felkeresi Ben Pinkwater, a kerületi ügyész megbízásából, aki közli vele, hogy Chris halála miatt gondatlanságból elkövetett emberöléssel vádolhatják. Később Ditch meglátja ugyanazt a repülőgépet, amely az ugrás során is követte őt, és követi egy kunyhóhoz, ahol megtalálja a még élő Christ, aki lakótársa holttestét használta fel halála megrendezésére. Ezután egy megmagyarázhatatlan éjszakai ugrásra viszi Ditch-t egy repülőgépgyárba, és megígéri, hogy tisztázza a nevét, ha együttműködik. Chris azt kéri Ditch-től, hogy szivárogjon be a gyárba egy kéményen keresztül, kapcsolja ki a biztonsági rendszert, majd lopjon el egy elrejtett optikai lemezt. Kerr és emberei megérkeznek, és Ditch-nek el kell menekülnie a helyszínről. Mivel tisztázni akarja a nevét, találkozót szervez Chris-szel és Pinkwaterrel egy roncstelepen, de a megérkezéskor Pinkwater megöli Chris partnerét, Lex-et, ezzel felfedve, hogy Kerr cinkosa. Tűzharc alakul ki, de Chris és Ditch elmenekülnek egy rakétaautóval.
A sivatagban menedéket keresve Chris elárulja, hogy az igazi neve Kriszta Moldova, és ő, valamint az őt üldözők egykori KGB-ügynökök, akik munkanélkülivé váltak a Szovjetunió összeomlása miatt. "Pinkwater" és emberei az orosz maffiához csatlakoztak, és eltérítettek egy aranyrudakat tartalmazó szállítmányt, amelyet a moszkvai tartalékba szántak, és ezt a pénzt a demokratikus orosz kormány elleni puccs finanszírozására akarják felhasználni. A Ditch által megszerzett optikai lemez segítségével Chris meghatározza az eltűnt Boeing 747-es repülőgép helyét. Felszállnak a fedélzetre, és megtalálják az aranyat, de Pinkwater emberei megjelennek. Épphogy eltudnak menekülni, Ditch pedig úgy dönt, kiszáll, míg Chris egyedül indul Pinkwater ellen.
Ahogy Ditch éppen el akar menni egy busszal, talál egy fényképet, amelyet Chris készített, és amelyen egy táblát tart, rajta a felirat: "Ditch nem ölt meg engem", ezzel igazolva a férfi ártatlanságát. Ditch meggondolja magát, és elhajt a repülőtérre, éppen akkor, amikor Pinkwater és emberei felszállnak, miután elrabolták Christ. Ditch FAA-ügynöknek adja ki magát, és meggyőz egy kétfedelű repülőgép kaszkadőr pilótáját, hogy repítse fel a 747-eshez, amire Ditch felmászik. Felszáll, éppen akkor, amikor Christ berakják Kerr sportkocsijának csomagtartójába, hogy megöljék. Ditch és Kerr verekedni kezdenek, és az autóval együtt kiesnek a raktérből, és a föld felé zuhannak. Ditch-nek sikerül lelökni Kerrt, aki több ezer láb magasból a halálba zuhan, és kiszabadítja Christ a csomagtartóból, mielőtt az a földbe csapódna. A ketten egy közeli szélerőmű farmon landolnak, és az ö9sszecsapásban megsérült repülőgép pedig kényszerleszállásra kényszerül. Miközben a rendőrség ellepi a kifutópályát, egy ejtőernyővel érkező Pinkwater támadja meg Christ és Ditch-t, és megsebesíti a nőt. Ditch meghúzza Pinkwater tartalék ejtőernyőjét, ami beszívja a férfit egy közeli turbinába, ami megöli őt.
Valamivel később Ditch és Chris hivatalos kitüntetésben részesülnek a Moszkvában a Kremlben, amiért megakadályozták a puccsot.
|  | Itt a vége a cselekmény részletezésének! |

## Szereplők
| Szerep                        | Színész              | Magyar szinkron  |
| ----------------------------- | -------------------- | ---------------- |
| Richard 'Ditch' Brodie        | Charlie Sheen        | Csuja Imre       |
| Krista Moldova (Chris Morrow) | Nastassja Kinski     | Fehér Anna       |
| Ben Pinkwater                 | James Gandolfini     | Cs. Németh Lajos |
| Kerr                          | Christopher McDonald | Melis Gábor      |
| Lex                           | Gary Bullock         | Várkonyi András  |
| Sam                           | Hans Howes           | Galambos Péter   |
| Noble                         | Melvin Van Peebles   | Varga Tamás      |
| Robocam                       | Suli McCullough      | Bartucz Attila   |
| Joline "Jo"                   | Margaret Colin       | Jani Ildikó      |
| Max                           | Sofia Shinas         | Hámori Eszter    |
| Karen                         | Cathryn de Prume     | Biró Anikó       |

## Forgatás
A forgatás többnyire az arizonai Tucson városában volt, de kis részben forgattak az orosz fővárosban, Moszkvában is. A forgatási munkálatok 1994. január 17-én kezdőtek és ugyanezen év április 6-án fejeződtek be.

## Bevétel
A Végsebesség 1994. szeptember 23-án került bemutatásra 1794 moziban. A mozipénztáraknál a nyitóhétvégéjén 5,5 millió dollárt hozott, ami a második helyre volt elég, megelőzte, a második hete műsoron lévő Időzsaru című film. A film az Egyesült Államokban 16 487 349 dollárt hozott, ami az 50 millió dolláros költségvetéséhez képest bukásnak számít.

## Kritikai visszhang
A Rotten Tomatoes-on a Végsebesség 16%-os tetszési indexet ért el 25 kritikus véleménye alapján. 4 kritikus pozitívan 21 kritikus negatívan értékelte a filmet. Cinema magazin 60%-ot adott a filmnek. Ezt írták: Szórakoztatóan önironikus kaszkadőrparádé háló, fonák és unalom nélkül . 

## Fordítás
- Ez a szócikk részben vagy egészben  a   Terminal Velocity (film) című angol Wikipédia-szócikk fordításán alapul.  Az eredeti cikk szerkesztőit annak laptörténete sorolja fel. Ez a jelzés csupán a megfogalmazás eredetét és a szerzői jogokat jelzi, nem szolgál a cikkben szereplő információk forrásmegjelöléseként.